# دهستان سرسوره
دهستان سرسوره، یکی از دهستان‌های بخش پسکوه شهرستان سیب و سوران در استان سیستان و بلوچستان ایران است. مرکز این دهستان، روستای سرسوره است.

## جمعیت
بر پایه سرشماری عمومی نفوس و مسکن در سال ۱۳۹۵، جمعیت دهستان سرسوره برابر با ۹٬۴۲۷ نفر بوده‌است.